# Небелшиц
Небелшиц или Њебјелчице (њем. Nebelschütz, глсрп. Njebjelčicy) општина је у њемачкој савезној држави Саксонија. Једно је од 63 општинска средишта округа Бауцен. Према процјени из 2010. у општини је живјело 1.221 становника. Посједује регионалну шифру (AGS) 14625350.

## Географски и демографски подаци
Небелшиц се налази у савезној држави Саксонија у округу Бауцен. Општина се налази на надморској висини од 194 метра. Површина општине износи 22,9 km². У самом мјесту је, према процјени из 2010. године, живјело 1.221 становника. Просјечна густина становништва износи 53 становника/km².